# یوجین کلاینر
یوجین کلاینر (انگلیسی: Eugene Kleiner; ۱۲ مهٔ ۱۹۲۳ – ۲۰ نوامبر ۲۰۰۳) کارآفرین و سرمایه‌گذار اهل ایالات متحده آمریکا بود.